# 中山南路地道
中山南路地道是上海市南外滩地区的城市快速路。该工程全长1.25千米，主要包括中山南路与外马路地面道路、中山南路地道、以及地道上层约380米范围的地下空间三部分。工程沿中山南路布置，北起复兴东路以南，南至会馆码头街与南浦大桥。该工程于2014年9月开工，地下通道部分于2017年12月29日早6时（UTC+8）先行试通车，地面道路部分于2018年9月30日早10时（UTC+8）通车。

## 地下通道
地下通道双向4车道，设计车速60千米/时，全天禁止行人、非机动车、货运机动车、摩托车通行，限高3米。地道北侧与外滩隧道仅间隔复兴东路、东门路路口，南侧与南浦大桥上匝道直接相连。其中东线全长950米，北敞开段115米，南敞开段100米，暗埋段735米。

### 出入口
- 北向南入口、南向北出口
  - 复兴东路：复兴东路以南，连接复兴东路等地面道路、外滩隧道
- 北向南出口、南向北入口
  - 陆家浜路：赖义码头街以北，连接多稼路、陆家浜路等地面道路[註 1]
  - 南浦大桥：连接南浦大桥（内环高架路）

1. ↑  赖义码头街、会馆码头街与地道不能直接连接

## 地面道路
中山南路是上海市主要交通干道，是三纵东线的组成部分。地面道路采用城市主干路标准，双向6车道规模，设计车速40千米/时，禁止非机动车和摩托车通行。